# انفصال

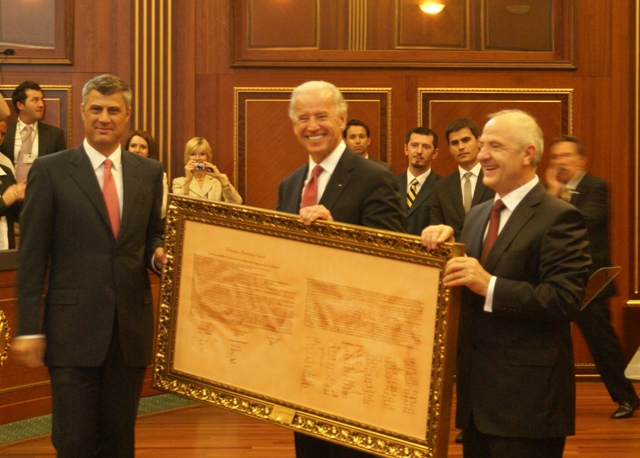
الرئيس الكوسوفي السابق هاشم ثاتشي ونائب الرئيس الأمريكي الأسبق والرئيس الحالي جو بايدن رفقة إعلان استقلال كوسوفو عن صربيا.

الانفصال (بالإنجليزية: Secession/Separation)‏ هو انسحاب مجموعة ما من كيان أكبر حجمًا، كيان سياسي بشكل خاص، أو من أية منظمة أو اتحاد أو حلف عسكري. يمكن أن تكون تهديدات الانفصال استراتيجيةً لتحقيق أهداف أكثر محدودية. لذلك فهو عملية تبدأ بمجرد إعلان مجموعة ما فعل الانفصال (على سبيل المثال إعلان الاستقلال). يمكن أن يجري عبر عملية سلمية أو عنيفة ولكن لا يغير ذلك من طبيعة النتيجة، وهي إنشاء دولة جديدة أو كيان جديد مستقل عن المجموعة أو الإقليم الذي انفصل عنه.

## النظريات
هناك العديد من النظريات حول الانفصال ما يصعّب وجود توافق آراء حول تعريفه. هناك أيضًا ادعاء بأن هذا الموضوع قد أهمله الفلاسفة السياسيون، وركز الخطاب مع حلول ثمانينيات القرن الماضي -عندما أثار الموضوع الاهتمام أخيرًا- على المبررات الأخلاقية للحق أحادي الجانب في الانفصال. قدَّم الفيلسوف الأمريكي ألين بوكانان في بداية التسعينات أول سرد منهجي عن الموضوع وساهم في وضع تصنيف معياري في الأدب عن الانفصال. في كتابه الصادر في عام 1991 حول الانفصال: «أخلاقيات الطلاق السياسي من حصن سمتر إلى ليتوانيا وكيبيك»، حدد بوكانان حقوقًا محدودةً في الانفصال تحت ظروف معينة، متعلقة بغالبيتها بالقمع الذي يمارسه الأشخاص المنتمين إلى مجموعات إثنية أو عرقية أخرى، وبشكل خاص الحالات التي حدث فيها احتلال في السابق لشعوب معينة في الماضي.
وفقًا للكتاب المنشور في عام 2007 «الانفصال والأمن» لمؤلفه العالم السياسي في جامعة جورج ميسن، إحسان بات: تستجيب الدول بعنف للحركات الانفصالية إذا كانت الدولة المحتمَلة ستشكل تهديدًا أكبر حجمًا مما تشكله الحركة الانفصالية العنيفة. تدرك البلاد احتمال وقوع حرب مستقبلية مع الدولة الجديدة المحتملة إذا كانت المجموعة الإثنية التي تقود الصراع الانفصالي ذات هوية منفصلة بشكل عميق عن هوية الدولة المركزية، وإذا كانت الدولة المجاورة عنيفةً وغير مستقرةً.

### مبررات الانفصال
تؤكد بعض نظريات الانفصال على الحق العام في الانفصال لأي سبب من الأسباب («نظرية الخيار») بينما يؤكد آخرون أنه لا يجب المضي قدمًا بالانفصال إلا لتصحيح ظلمٍ كبير («نظرية السبب العادل»). تؤكد بعض النظريات على كلا المفهومين. يمكن عرض قائمة بالمبررات المؤيدة للحق في الانفصال مثلما وصفها ألين بوكانان وروبرت مكغي وأنتوني بيرتش وجاين جاكوبز وليبولد كور وكيركباتريك سيل، والعديد من المؤلفين في كتاب «الانفصال والدولة والحرية» لديفيد غوردون، وتشمل:
- الرسالة السنوية الرابعة لرئيس الولايات المتحدة جيمس بوكانان إلى الكونغرس حول حالة الاتحاد في 3 ديسمبر 1860: «الحقيقة هي أن اتحادنا يعتمد على الرأي العام، ولا يمكن ترسيخه أبدًا بسفك دماء مواطنيه في الحرب الأهلية. إذا لم يستطع (اتحادنا) العيش في عواطف الناس، يجب أن ينهار يومًا ما. يمتلك الكونغرس العديد من الوسائل للحفاظ عليه عن طريق المصالحة، ولكن لم يُمنح الصلاحية للحفاظ عليه بالقوة».
- في رسالة من الرئيس السابق للولايات المتحدة توماس جيفرسون إلى ويليام هاريس كراوفورد وزير الحرب في عهد الرئيس جيمس ماديسون، في 20 يونيو من عام 1816: «في رسالتك إلى فيسك، ذكرتَ بوضوح البدائل التي يجب أن نختار بينها: 1، التجارة غير المقيدة والمضاربات المتهورة للبعض القليل، والحرب الأبدية بالنسبة للكثيرين، وبين 2، التجارة المقيدة والسلام والمهن الثابتة للجميع. إذا أعلنت أية ولاية في الاتحاد أنها تفضل الانفصال مع البديل الأول واستمرار الاتحاد من دونها، فلست مترددًا في أن أقول: «لننفصل». أفضِّل انسحاب الولايات التي هي معنا لأغراض التجارة والحرب غير المحدودة، والتحالف مع الولايات التي هي هنا من أجل السلام والزراعة».[13]
- الامتياز الاقتصادي لطبقة مضطهدة اقتصاديًا تتركز إقليميًا في نطاق أكبر تشكله الأراضي الوطنية.
- الحق في الحرية، وحرية تكوين الاتحادات والملكية الخاصة.
- القبول باعتباره مبدأً ديمقراطيًا، يجب الاعتراف بإرادة الأغلبية في الانفصال.
- تسهيل انضمام الدول إلى دول أخرى في اتحاد تجريبي.
- حل مثل هذه الاتحادات عندما لا تتحقق الأهداف التي تشكلت من أجلها.
- الدفاع عن النفس عندما تشكل مجموعة أكبر تهديدًا مهلكًا لأقلية ما أو عندما لا تستطيع الحكومة الدفاع عن منطقة ما بشكل كافٍ.
- حق الشعوب بتقرير مصيرها.
- الحفاظ على الثقافة واللغة، إلى ما هناك من الانصهار أو التدمير من قبل مجموعة أكبر أو أكثر قوة.
- تعزيز التنوع من خلال السماح للثقافات المتنوعة بالحفاظ على هويتها.
- إصلاح مظالم الماضي وبشكل خاص الاحتلال من قبل قوة أكبر.
- الهروب من «إعادة التوزيع التمييزية»، أي المخططات الضريبية والسياسات التنظيمية والبرامج الاقتصادية بما في ذلك التي توزع منطقة ما بعيدًا في منطقة أخرى، وخصوصًا بطريقة غير ديمقراطية.
- تعزيز الكفاءة عندما تصبح الدولة أو الإمبراطورية كبيرة جدًا لأن تُدار بكفاءة.
- الحفاظ على «النقاء الليبرالي» (أو «النقاء المحافظ») عن طريق السماح للمناطق الأقل (أو الأكثر) ليبيراليةً بالانفصال.
- توفير أنظمة دستورية متفوقة تسمح بمرونة الانفصال.
- الحفاظ على المقياس الإنساني وصغر الكيانات السياسية من خلال الحق في الانفصال.

يصف ألكساندر باكوفيك، الأستاذ المساعد في قسم السياسة والدراسات الدولية في جامعة ماكواري في أستراليا ومؤلف عدة كتب عن الانفصال خمس مبررات للحق العام في الانفصال ضمن النظرية السياسية الليبرالية:
- اللاسلطوية الرأسمالية: يبرر كل من الحرية الفردية في تكوين الاتحادات السياسية وحقوق الملكية الخاصة الحق في الانفصال وخلق «نظام سياسي قابل للاستمرار» مع أفراد متماثلين في التفكير.
- الانفصالية الديمقراطية: يُمنَح الحق في الانفصال باعتباره أحد أشكال حق تقرير المصير في «مجتمع إقليمي» يرغب في الانفصال عن «المجتمع السياسي الحالي»؛ وتحدد المجموعة التي ترغب في الانفصال «أراضيها» وفقًا للأغلبية.
- الانفصالية الشيوعية: تمتلك أية مجموعة لها هوية معينة «معزِّزة للمشاركة» متركزة في منطقة معينة وترغب بتحسين المشاركة السياسية لأعضائها حقًا مفترضًا في الانفصال.
- الانفصالية الثقافية: أي جماعة كانت في السابق أقلية لها الحق في حماية ثقافتها وهويتها الوطنية المميزة وتطويرها من خلال الانفصال إلى دولة مستقلة.
- الانفصالية للثقافات المهددة: إذا تعرضت ثقافة أقلية للتهديد داخل دولة تحوي ثقافة غالبية، فإن الأقلية تحتاج إلى حق في تكوين دولة خاصة بها تحمي ثقافتها.

## أنواع الانفصال
وصف منظّرو الانفصال عددًا من الطرق التي يمكن بها للكيان السياسي (المدينة، المقاطعة، الإقليم، الولاية) الانفصال عن الدولة الأكبر أو الأصلية:
- الانفصال عن اتحاد فيدرالي أو كونفدرالي (الكيانات السياسية ذات الصلاحيات الكبيرة المحفوظة التي وافقت على الانضمام) مقابل الانفصال عن الدولة الوحدوية (الدولة التي تحكم كوحدة واحدة مع بعض الصلاحيات المخصصة للوحدات الفرعية)
- حروب الاستعمار الاستقلالية من دولة إمبراطورية
- وطني (منشق كلياً عن الدولة الوطنية) مقابل محلي (منشق من كيان تابع للدولة الوطنية إلى كيان آخر من نفس الولاية)
- المركزية أو المقاطعة (كيان منشق محاط بالكامل بالدولة المنشق عنها) مقابل الطرفية (على طول حدود الدولة الأصلية المنشق عنها)
- الانفصال بوحدات متجاورة مقابل الانفصال بوحدات غير متجاورة (مجموعات سكانية مفصولة عن بعضها)
- الانفصال أو التقسيم (تحتفظ بقية الدولة بهيكلها على الرغم من انفصال كيان ما عنها) مقابل الحل (جميع الكيانات السياسية تحل علاقاتها وتشكل العديد من الولايات الجديدة)
- اللاعنفية: حيث يتم السعي إلى الانفصال من أجل ضم الإقليم إلى دولة أخرى بسبب العرق أو الروابط التاريخية السابقة
- الأقلية: (ينفصل أقلية من السكان أو الإقليم) مقابل الأغلبية: (ينفصل غالبية السكان أو الإقليم)
- الانفصال عن المناطق الأفضل حالًا مقابل الانفصال عن المناطق الأكثر سوءًا
- يستخدم تهديد الانفصال في بعض الأحيان كاستراتيجية لاكتساب قدر أكبر من الحكم الذاتي داخل الدولة الأصلية...

## الحجج المعارضة الانفصال
يسرد ألن بوكانان، الذي يدعم الانفصال في ظل ظروف معينة، الحجج التي يمكن استخدامها ضد الانفصال:
- «حماية التطلعات المشروعة» لأولئك الذين يسيطرون على الأراضي التي يطالب بها الانفصاليون، حتى في الحالات التي تكون فبها هذا الأرض مسلوبة
- «الدفاع عن النفس» فيما إذا كان فقدان جزء من الدولة سيجعل من الصعب الدفاع عن ما تبقى منه
- «حماية قاعدة الأغلبية» ومبدأ وجوب التزام الأقليات بها
- «التقليل من المساومة الاستراتيجية» بجعل الانفصال أمرًا صعبًا، مثل فرض ضريبة الانفصال
- «الأبوية اللينة» لأن الانفصال سيكون سيئا للانفصاليين أو غيرهم
- «تهديد الفوضى» لأن الكيانات الأصغر قد تختار الانفصال إلى أن تحدث فوضى، رغم أن هذا ليس هو المعنى الحقيقي للمفهوم السياسي والفلسفي.
- «منع الاستيلاء غير الشرعي» مثل الاستثمار السابق للدولة في البنية التحتية
- حجج «العدالة التوزيعية» التي تقول إن المناطق الأكثر ثراءً لا تستطيع الانفصال عن المناطق الأكثر فقراً

### تفسيرات كثرة حركات الانفصال في القرن العشرين
وفقًا للعالم السياسي بريدجت إل. كوجنز في جامعة كاليفورنيا، سانتا باربرا، فإن هناك أربعة تفسيرات محتملة في الأدب الأكاديمي للزيادة الحادة في تشكيل الدول خلال القرن العشرين:
- التعبئة العرقية – حيث يتم تحشيد الأقليات العرقية بشكل متزايد للسعي في تكوين الدول الخاصة بهم.
- التمكين المؤسسي - تزايد عدم قدرة الإمبراطوريات والاتحادات العرقية على الحفاظ على المستعمرات والدول الأعضاء.
- القوة النسبية - من المرجح أن تحقق الحركات الانفصالية القوية بشكل متزايد الاستقلال.
- موافقة تفاوضية - توافق الدول المحلية والمجتمع الدولي بشكل متزايد على المطالب الانفصالية.

## حركات الانفصال
قد تصف الحركات التي تعمل على الانفصال السياسي نفسها بأنها استقلالية، منشقة، ذاتية الحكم، لها حق تقرير المصير، مقسمة، انتقالية، لامركزية، سيادية، حركات الحكم الذاتي أو إنهاء الاستعمار بدلاً من، أو بالإضافة إلى أنها حركات انفصالية

### أستراليا
خلال القرن التاسع عشر، تم تقسيم المستعمرة البريطانية الوحيدة في شرق البر الرئيسي في أستراليا، نيو ساوث ويلز (إن إس دبليو) تدريجياً من قبل الحكومة البريطانية مع تشكيل مستوطنات جديدة وانتشارها. مثل فيكتوريا (فّي آي سي) في عام 1851 وكوينزلاند (كيو إل دي) في عام 1859.
ومع ذلك، فقد حث المستوطنون على تقسيم المستعمرات طوال الجزء الأخير من القرن نفسه. لا سيما في ولاية كوينزلاند الوسطى (المتمركزة في روكهامبتون) في الستينيات والتسعينيات من القرن التاسع عشر، وفي شمال كوينزلاند (مع وجود بوين كعاصمة استعمارية محتملة) في سبعينيات القرن التاسع عشر. نشأت حركات انفصالية أخرى (أو حركات انفصال إقليمي) ودعت إلى انفصال نيو إنجلاند في شمال وسط نيو ساوث ويلز، ودينيليكوين في مقاطعة ريفرينا أيضًا في نيو ساوث ويلز، وجبل جامبير في الجزء الشرقي من جنوب أستراليا.

#### القسم الغربي من أستراليا
ظهرت حركات الانفصال عدة مرات في غرب أستراليا (دبليو إيه)، حيث تمت الموافقة على استفتاء أجري عام 1933 للانفصال من اتحاد أستراليا بأغلبية الثلثين. كان على البرلمان البريطاني المصادقة على الاستفتاء، الذي رفض المصادقة، على أساس أنه يتعارض مع الدستور الأسترالي.
تدّعي مقاطعة هوت ريفر (بالإنجليزية: Hutt River Principality) أنها انفصلت عن أستراليا في عام 1970، على الرغم من أن أستراليا أو أي دولة أخرى لم تعترف بذلك. لكن وفقًا لمعجم عن الحركات القومية في جميع أنحاء العالم فإن ماكاو يصادف أنها تعترف بتلك المقاطعة.

### النمسا
بعد تحريرها من قبل الجيش الأحمر (جيش العمال والفلاحين الروسي الأحمر) والجيش الأمريكي، انفصلت النمسا عن ألمانيا النازية في 27 أبريل 1945. وقد حدث ذلك بعد سبع سنوات من كون النمسا جزءًا من الرايخ الثالث لأدولف هتلر بعد عملية آنشلوس على النمسا وضمها إلى ألمانيا النازية في مارس 1938، ولم يكن من الممكن أن يحدث هذا الانفصال دون هزيمة الرايخ الثالث من قبل الحلفاء.

### بلجيكا وهولندا
في 25 أغسطس، 1830، في عهد وليام الأول، تم تقديم الأوبرا الوطنية (La muette de Portici) في بروكسل، وبعد فترة وجيزة وقعت الثورة البلجيكية، مما أدى إلى الانفصال البلجيكي عن هولندا.

### البرازيل
في عام 1825، وبعد فترة وجيزة من تمكّن إمبراطورية البرازيل من هزيمة كورتيس-جيرايس (Cortes-Gerais) والبرتغال في حرب الاستقلال، أعلن قوميو البلاتينين (platinean nationalists) في محافظة سيسبلاتينا (Cisplatina) الاستقلال وانضموا إلى المحافظات المتحدة (United Provinces)، مما أدى إلى حرب راكدة بين كليهما، حيث تم إضعافهما بدون القوى العاملة والهشة سياسيا. قبلت معاهدة السلام استقلال الأوروغواي، وأعادت تأكيد حكم كلتا الدولتين على أرضهما وبعض النقاط المهمة مثل الملاحة المجانية في نهر سيلفر (Silver River).
حدثت ثلاث تمردات انفصالية غير منظمة إلى حد ما في كل من ولاية غراو بارا وباهيا ومارانهاو، حيث كان الناس غير راضين عن الإمبراطورية (كانت هذه الولايات معاقل برتغالية في حرب الاستقلال). وكانت ثورة مالي (Malê Revolt) في باهيا، ثورة عبيد إسلامية. في النهاية تم سحق هذه التمردات الثلاثة بشكل دموي من قبل الإمبراطورية البرازيلية.
كانت بيرنامبوكو (Pernambuco) أكثر المناطق نازية في كل البرازيل، والتي حاولت في خمس ثورات خلال الأعوام (1645–1654، 1710، 1817، 1824، 1848) مقاطعة شركة الهند الهولندية والانفصال عن الإمبراطورية البرتغالية والإمبراطورية البرازيلية. سُحق الثوار في هذه المحاولات إذ أستخدم الزعماء السياسيين النار لتفكيكهم وتقسيم أراضيهم، ومع ذلك استمروا في التمرد حتى أصبح أراضيهم أصغر مما كانت عليه من قبل.
في حرب راغاموفين (Ragamuffin)، كانت ولاية ريو غراندي دو سول (Province of Rio Grande do Sul) تمر في ذلك الوقت بحرب ليبرالية ومحافظة. بعد أن فضّل الإمبراطور المحافظين، استولى الليبراليون على العاصمة وأعلنوا جمهورية مستقلة، وكانوا في طريقهم إلى ولاية سانتا كاتارينا (Province of Santa Catarina)، معلنين جمهورية جوليانا (Juliana Republic). في النهاية تم إجبارهم على العودة ببطء، وعم السلام بينهم وبين الإمبراطورية. لم تكن هذه الحرب حربًا انفصالية، حتى لو كانت ستصبح دولة منفصلة إذا هُزمت الإمبراطورية، بعد أن وافقت الإمبراطورية على مساعدة اقتصادها عن طريق فرض ضرائب على منتجات الأرجنتين (مثل اللحوم الجافة)، واتحاد الثوار مع الإمبراطورية بل وملأوا صفوفها، إضافة إلى كونهم مقاتلين ممتازين.
في العصر الحديث، كانت منطقة جنوب البرازيل مركزًا لحركة انفصالية بقيادة منظمة تدعى (الجنوب هو بلدي) (بالإنجليزية: The South is My Country) منذ تسعينيات القرن العشرين. يدعّي مناصرو انفصال الجزء الجنوبي من البرازيل أن واحدة من أسباب الانفصال هي الضرائب بسبب كون هذه المنطقة واحدة من أغنى المناطق في البلاد والنزاعات السياسية مع أقصى ولايات شمال البرازيل، وكذلك بسبب الفضيحة الأخيرة التي تدور حول حزب العمال إذ وّجد أنهم يعقدون صفقات مشبوهة مع شركة النفط المملوكة للدولة بتروبراس (Petrobras) ومساءلة الرئيسة آنذاك ديلما روسيف (Dilma Rousseff). بالإضافة إلى ذلك، هناك أيضًا فجوة عرقية بسبب كون المنطقة الجنوبية هي في الغالب أوروبية يسكنها بشكل أساسي الألمان والإيطاليون والبرتغاليون وسكان أوروبيين أخرين على النقيض من بقية البرازيل التي تعد بوتقة لثقافات متعددة وما يعرف بـِ «الديمقراطية العنصرية» (Racial Democracy). صوّت إقليم الجنوب في عام 2016 في استفتاء غير رسمي يسمى «بليبيسول» "Plebisul"، حيث أيد 616,917 (أو نصف مليون) ناخب الانفصال وخلق منطقة جنوب مستقلة بنسبة 95٪.
توجد حركة انفصالية برازيلية أخرى في ولاية ساو باولو والتي تسعى إلى جعلها دولة مستقلة عن بقية البرازيل.